# Marguerite de Brunswick-Wolfenbüttel
Marguerite de Brunswick-Wolfenbüttel (1516 ou 1517 – 28 octobre 1580, Stauffenburg) est une princesse de Brunswick-Wolfenbüttel par la naissance et par le mariage duchesse de Münsterberg, Oels et Bernstadt.

## Biographie
Marguerite est l'aînée des enfants du duc Henri II de Brunswick-Wolfenbüttel (1489-1568) de son premier mariage avec Marie de Wurtemberg (1496-1541), fille du comte Henri de Wurtemberg.
Elle épouse le 8 septembre 1561 à Oleśnica le duc Jean de Münsterberg-Œls (1509-1565). Avec la permission des Etats, le château et la seigneurie de Frankenstein sont réservés pour Marguerite comme son douaire. Après quatre ans de mariage sans enfant, Jean meurt et le beau-fils de Marguerite, Charles Christophe de Münsterberg vend Frankenstein. Cela provoque un différend entre Marguerite et Charles-Christophe et de ses héritiers, qui est réglé le 25 avril 1577 par l'intervention de l'Empereur Rodolphe II, en sa qualité de roi de Bohême.
Dans l'intervalle, Marguerite retourne à Brunswick. Elle vit à la cour de son frère Jules de Brunswick-Wolfenbüttel jusqu'en 1569, il lui donne la seigneurie et le château de Stauffenburg, où elle se consacre au soin des pauvres et des malades et des nécessiteux.
Elle est décédée le 28 octobre 1580 à Stauffenburg.